# Пиривољија (Катанцаро)
Пиривољија је насеље у Италији у округу Катанцаро, региону Калабрија.
Према процени из 2011. у насељу је живело 77 становника. Насеље се налази на надморској висини од 469 м.